# Ahaetulla mycterizans
Ahaetulla mycterizans е вид змия от семейство Смокообразни (Colubridae). Видът не е застрашен от изчезване.

## Разпространение и местообитание
Разпространен е в Индонезия (Суматра и Ява), Малайзия (Западна Малайзия), Сингапур и Тайланд.
Обитава гористи местности и планини.